# 默勒
默勒（法語：Meulles，法語發音：[møl] ⓘ）是法国卡尔瓦多斯省的一个旧市镇，属于利雪区。2016年，默勒与临近的21个市镇合并为新市镇利瓦罗派多日。

## 地理
默勒（48°58'33"N, 0°19'51"E）面积16.29 平方千米，位于法国诺曼底大区卡爾瓦多斯省，该省份为法国西北部沿海省份，北濒大西洋英吉利海峡，东北与滨海塞纳省以海上边界相接，东临厄尔省，南至奧恩省，西与芒什省接壤。
与默勒接壤的市镇（或旧市镇、城区）包括：塞尔克、法米伊、弗里亚尔代勒、莱穆捷于贝尔、库尔松圣母村、普雷欧-圣塞巴斯蒂安、阿韦讷圣古尔贡、卡纳普维尔。

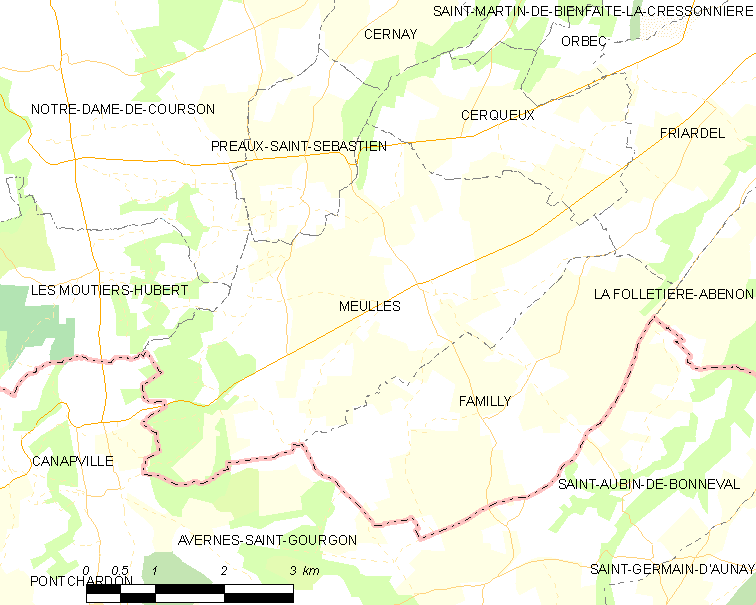
默勒的OSM定位图

默勒的时区为UTC+01:00、UTC+02:00（夏令时）。

## 行政
默勒的邮政编码为14290，INSEE市镇编码为14429。

## 政治
默勒所属的省级选区为利瓦罗派多日县。

## 人口

1962-2008年间默勒人口变化图示

默勒于2018年1月1日时的人口数量为358人。